# Prévondavaux
Prévondavaux (frp. Prèvon d'Avô; hist. Tiefental) – gmina (fr. commune; niem. Gemeinde) w Szwajcarii, w kantonie Fryburg, w okręgu Broye.
Gmina została po raz pierwszy wspomniana w dokumentach w 1403 roku jako Profunda vallis.

## Demografia
W Prévondavaux mieszkają 83 osoby.
W 2000 roku 90,5% populacji mówiło w języku francuskim, 7,9% w języku niemieckim, a 1,6% w języku włoskim.
Zmiany w liczbie ludności są przedstawione na poniższym wykresie:

## Transport
Przez teren gminy przebiega droga główna nr 150.